# Luther & Heyer
Fahrzeugbau Luther & Heyer GmbH byl německý výrobce motorových vozidel.

## Historie firmy
Společnost vznikla v Berlíně a začala záhy vyrábět osobní automobily pod značkou Luther & Heyer. V roce 1932 nebo 1933 začala vyrábět také užitkové automobily. V roce 1937 nebo 1939 výrobu ukončila.

## Vozidla
Prvním typem byl v roce 1924 model 4/12 PS. Šlo o malý automobil (kleinwagen). Poháněl jej čtyřválcový motor o objemu 1000 cm³.
Počátkem 30. let vznikla užitková vozidla s třemi koly. Dochovaný valník z roku 1932 se dochoval a je vystaven v Veteranen-Fahrzeugmuseum von Herbert Schmidt v Bergholz-Rehbrücke. K jeho pohonu sloužil jednoválcový motor o objemu 192 cm³ s výkonem 5 k.